# Jean-François Dominicé
 Jean-François Dominicé était un horloger genevois du XVIIIe siècle vivant à Paris. 
Dominicé vient d’une famille genevoise d’orfèvres et d’horlogers. Après une formation dans l’atelier de son père, il travailla à Paris, à l’abbaye de Saint-Germain-des-Prés. Il fit aussi un apprentissage à Londres et continua de garder une connexion avec les artisans anglais.